# دميتري ميروشنيشينكو
دميتري ميروشنيشينكو (26 فبراير 1992 بأكتوبي في كازاخستان - ) هو لاعب كرة قدم كازاخستاني في مركز الوسط. شارك مع منتخب كازاخستان تحت 21 سنة لكرة القدم ومنتخب كازاخستان لكرة القدم. أما مع النوادي، فقد لعب مع نادي آكتوبه ونادي توبول ونادي كوبان كراسنودار.

## روابط خارجية
- دميتري ميروشنيشينكو على موقع الاتحاد الأوربي (الإنجليزية)
- دميتري ميروشنيشينكو على موقع قاعدة بيانات كرة القدم.إي يو (الإنجليزية)
- دميتري ميروشنيشينكو على موقع ناشيونال فوتبول تيمز (الإنجليزية)
- دميتري ميروشنيشينكو على موقع Soccerway.com (الإنجليزية)
- دميتري ميروشنيشينكو على موقع عالم كرة القدم.نت (الإنجليزية)